# Aulonothroscus integer
Aulonothroscus integer là một loài bọ cánh cứng trong họ Throscidae. Loài này được Wollaston miêu tả khoa học năm 1857.